# Laurens De Plus
Laurens De Plus (* 4. September 1995 in Aalst) ist ein belgischer Radrennfahrer.

## Werdegang
Nachdem Laurens de Plus als U23-Fahrer im Jahr 2015 Zweiter der Ronde de l’Isard, Zweiter des Giro della Valle d’Aosta, Sechster der Tour Alsace und Achter der Tour de l’Avenir geworden war, erhielt er ab der Saison 2016 einen Vertrag beim belgischen UCI WorldTeam Etixx - Quick-Step, das später unter dem Namen Quick-Step Floors fuhr.
Nachdem er Belgien bei den Olympischen Spielen in Rio de Janeiro vertreten hatte, bestritt de Plus im Jahr 2017 mit dem Giro d’Italia seine erste Grand Tour, die er als 24. beendete. Wenige Wochen später wurde er Gesamtdritter der Ster ZLM Toer. Im Jahr 2018 fuhr er bei der Kalifornien-Rundfahrt erstmals in die Top 10 einer UCI-WorldTour-Rundfahrt und verpasste als Vierter nur um acht Sekunden eine Medaille bei den belgischen Zeitfahrmeisterschaften. Nachdem er die Vuelta a España 2018 auf der 19. Etappe verlassen hatte, gewann er mit seinen Teamkollegen bei den Straßenradsport-Weltmeisterschaften in Innsbruck die Gold-Medaille im Mannschaftszeitfahren.
Mit dem Jahr 2019 wechselte Laurens de Plus zur niederländischen Jumbo-Visma Mannschaft. Bei seiner ersten Tour de France gewann er mit seinen Teamkollegen das Mannschaftszeitfahren der 2. Etappe und präsentierte sich als wichtiger Helfer von Steven Kruijswijk, der die Rundfahrt auf dem dritten Platz beendete. Laurens de Plus belegte schlussendlich den 23. Gesamtrang. Gegen Ende der Saison gewann er die Gesamtwertung der BinckBank Tour, einer Rundfahrt der UCI WorldTour. Im Jahr 2020 konnte De Plus aufgrund von Krankheiten und einer Hüftverletzung nicht an diese Leistungen anknüpfen. Zudem bestritt er in jener Saison nur fünf Renntage.
De Plus schloss sich 2021 der Mannschaft Ineos Grenadiers an, bei der sein Bruder im Service Course und ein Freund als Mechaniker gearbeitet hatte. In seiner ersten Saison bestritt er nur Rennen des Frühjahres, ehe er im Jahr 2022 seit zwei Jahren wieder eine volle Saison absolvierte. Weiters zeigte er mit dem zwölften Rang beim Pfeil von Brabant auf. In der Saison 2023 bestritt er als Helfer von Geraint Thomas den Giro d’Italia und belegte aufgrund einer starken letzten Woche den 10. Platz in der Gesamtwertung. Bei der Vuelta a España 2023 kam er im Mannschaftszeitfahren der 1. Etappe zu Sturz und zog sich Verletzungen der Hüfte zu.

## Erfolge
2015
- Punktewertung und Nachwuchswertung Ronde de l’Isard
- eine Etappe und Punktewertung Giro della Valle d’Aosta

2018
- Weltmeister – Mannschaftszeitfahren

2019
- Mannschaftszeitfahren UAE Tour
- Mannschaftszeitfahren Tour de France
- Gesamtwertung BinckBank Tour

## Grand-Tour-Platzierungen
| Grand Tour            | 2017 | 2018 | 2019 | 2020 | 2021 | 2022 | 2023 | 2024 |
| --------------------- | ---- | ---- | ---- | ---- | ---- | ---- | ---- | ---- |
| Giro d’ItaliaGiro     | 24   | –    | DNF  | –    | –    | –    | 10   | –    |
| Tour de FranceTour    | –    | –    | 23   | –    | –    | –    | –    | 15   |
| Vuelta a EspañaVuelta | –    | DNF  | –    | –    | –    | –    | DNF  | DNF  |